# Municipio de Kennedy (Pensilvania)
El municipio de Kennedy (en inglés: Kennedy Township) es un municipio ubicado en el condado de Allegheny en el estado estadounidense de Pensilvania. En el año 2000 tenía una población de 7504 habitantes y una densidad poblacional de 528.5 personas por km².

## Geografía
El municipio de Kennedy se encuentra ubicado en las coordenadas 40°28′45″N 80°6′23″O / 40.47917, -80.10639.

## Demografía
Según la Oficina del Censo en 2000 los ingresos medios por hogar en la localidad eran de $48 057 y los ingresos medios por familia eran $56 339. Los hombres tenían unos ingresos medios de $41 062 frente a los $28 125 para las mujeres. La renta per cápita para la localidad era de $22 148. Alrededor del 3,8% de la población estaba por debajo del umbral de pobreza.